# Luigina Bissoli
Luigina Bissoli (Vigonza, 21 de enero de 1956) es una deportista italiana que compitió en ciclismo en las modalidades de pista, especialista en la prueba de persecución individual, y ruta.
Ganó tres medallas en el Campeonato Mundial de Ciclismo en Pista entre los años 1976 y 1979.
En carretera obtuvo una medalla de plata en el Campeonato Mundial de Ciclismo en Ruta de 1976.

## Medallero internacional

### Ciclismo en pista
| Campeonato Mundial | Campeonato Mundial          | Campeonato Mundial | Campeonato Mundial     |
| Año                | Lugar                       | Medalla            | Competición            |
| ------------------ | --------------------------- | ------------------ | ---------------------- |
| 1976               | Monteroni di Lecce (Italia) | Medalla de plata   | Persecución individual |
| 1978               | Múnich (RFA)                | Medalla de bronce  | Persecución individual |
| 1979               | Ámsterdam (Países Bajos)    | Medalla de bronce  | Persecución individual |

### Ciclismo en ruta
| Campeonato Mundial | Campeonato Mundial | Campeonato Mundial | Campeonato Mundial |
| Año                | Lugar              | Medalla            | Competición        |
| ------------------ | ------------------ | ------------------ | ------------------ |
| 1976               | Ostuni (Italia)    | Medalla de plata   | Ruta               |